# Couvent des Carmes de Vannes
Pour les articles homonymes, voir Carmel.
Le couvent des Carmes de Vannes est la première maison de l'Ordre du Carmel en Bretagne qui ne faisait pas encore partie du royaume de France. Fondé en 1425 par le duc Jean IV de Bretagne il est suivi, une quarantaine d'années plus tard (en 1463) par le premier carmel féminin de Bretagne, fondé par la duchesse Françoise d'Amboise, veuve du duc Pierre II.

## Histoire

### Carmes du Bondon
Le premier couvent des Carmes de Vannes fut fondé en 1425 par le duc Jean V le Conquéreur. Le couvent s'établit près de la chapelle Notre-Dame du Bondon construite en 1318 et située au nord de Vannes sur des terres appartenant à Jean de Malestroit, seigneur de Käer. 
En 1460, la bienheureuse Françoise d'Amboise, duchesse consort de Bretagne, veuve du duc Pierre II, obtient du pape Pie II l'autorisation de fonder à proximité des Carmes un établissement de carmélites. En 1463, avec le concours du T.R.P. Jean Soreth, prieur général des Carmes, Françoise d'Amboise construit une maison pour accueillir neuf religieuses de Liège. C'est le premier monastère des Carmélites en Bretagne (et donc en France d'aujourd'hui), placé sous le vocable des Trois Marie. En 1477, neuf religieuses accompagnées de la duchesse sont invitées par le duc François II et par le pape Sixte IV à prendre possession du monastère des Coëts près de Nantes, et à y fonder un couvent. À la fin de l'année 1479, les religieuses restantes obtiennent du pape l’autorisation de quitter les lieux pour rejoindre leurs sœurs des Coëts.

### Carmes de Nazareth
Le second carmel féminin vannetais fut fondé en 1530 par la communauté des Couëts : Le couvent de Nazareth. Les carmélites y vécurent jusqu'en 1792 au moment de la révolution.

### Troisième carmel
Le troisième carmel implanté à Vannes fut fondé en 1866 par Mère Séraphine, originaire du carmel de Cahors et fondatrice de celui d’Angers. Les 3 dernières soeurs quittent Vannes le 3 octobre 2020 pour une communauté du Havre.